# Eryngium foetidum
Eryngium foetidum,  eríngio, nhambi, ou coentro-bravo, também conhecida pelo nome chicória ou chicória do Pará, na região norte do Brasil, ou chamado de coentro largo na Bahia, é uma planta perene, de hábito herbáceo, nativa das regiões tropicais das Américas. É utilizada para condimentar pratos típicos da Amazônia, como o tacacá e o pato no tucupi e da culinária baiana, como moquecas e guisados.
Faz também parte da culinária de outros países da América Latina e, principalmente, do Caribe, onde é conhecido como culantro ou recao, na maioria dos países de língua espanhola e nos Estados Unidos, panicaut fétide em francês e fitweed nos países de língua inglesa. Vários nomes da planta em outros idiomas vêm do francês chardon bénit, embora esse seja o nome, em francês atual, de outra planta, o cardo santo (Cnicus benedictus). A utilização do coentro-bravo se disseminou também na Ásia, onde recebe os nomes de bhandhanya (Índia), ngò gai (Vietnam) e phak chi farang (Tailândia). No Brasil, o nome nativo da planta era nhamby (língua tupi), donde o nome popular nhambi.